# بيبيانو
بيبيانو (بالإيطالية: Bibbiano)‏ هي بلدية في مقاطعة ريدجو إميليا في إقليم إميليا رومانيا الإيطالي.

## السكان
في سنة 1861 بلغ عدد السكان 4٬979 نسمة، وتطور العدد ليصل في سنة 2011 لـ 9٬965 نسمة.
يظهر هذا المخطط البياني تطور النمو السكاني لـ بيبيانو

## أعلام
- فينتوري